# Провулок Попова (Житомир)
Провулок Попова — провулок в Богунському районі міста Житомира.

## Опис
Розташований в привокзальній частині міста, на теренах історичної місцевості Гейнчівка. Бере початок від вулиці Східної, прямує на захід, завершуючись кутком перед багатоквартирним житловим будинком № 104 по вулиці Князів Острозьких. Провулок перетинає вулиця Івана Мазепи, а також проїзди Кароля Гейнча та Зручний.

## Історичні відомості
У ХІХ сторіччі на території, де нині знаходиться провулок розміщувалася садиба значних землевласників Гейнчів. Протягом ХІХ століття та до 1950-х років територія, де згодом почне забудовуватися майбутній провулок Попова, відносилася до земель хутора Перша Хінчанка.
Провулок почав забудовуватися у 1950-х роках на вільних від забудови землях.
У 1958 році провулку надано назву на честь російського винахідника радіо Олександра Попова.
Первинна забудова провулка сформувалася до кінця 1960-х років.
До кінця 1980-х років провулок завершувався виходом на вулицю Шелушкова (нині Князів Острозьких), до побудови будинку № 104.